# أنكه وايلد
أنكه وايلد (بالألمانية: Anke Wild)‏ هي لاعب هوكي الحقل ألمانية، ولدت في 12 أكتوبر 1967 في روسلسهايم في ألمانيا.

## وصلات خارجية
- أنكه وايلد على موقع أوليمبيديا (الإنجليزية)